# Korinos
Korinos (Grieks: Καλλικράτεια) is een deelgemeente (dimotiki enotita) van de gemeente (dimos) Katerini, in de Griekse bestuurlijke regio (periferia) Centraal-Macedonië. De plaats telt 6.611 inwoners.

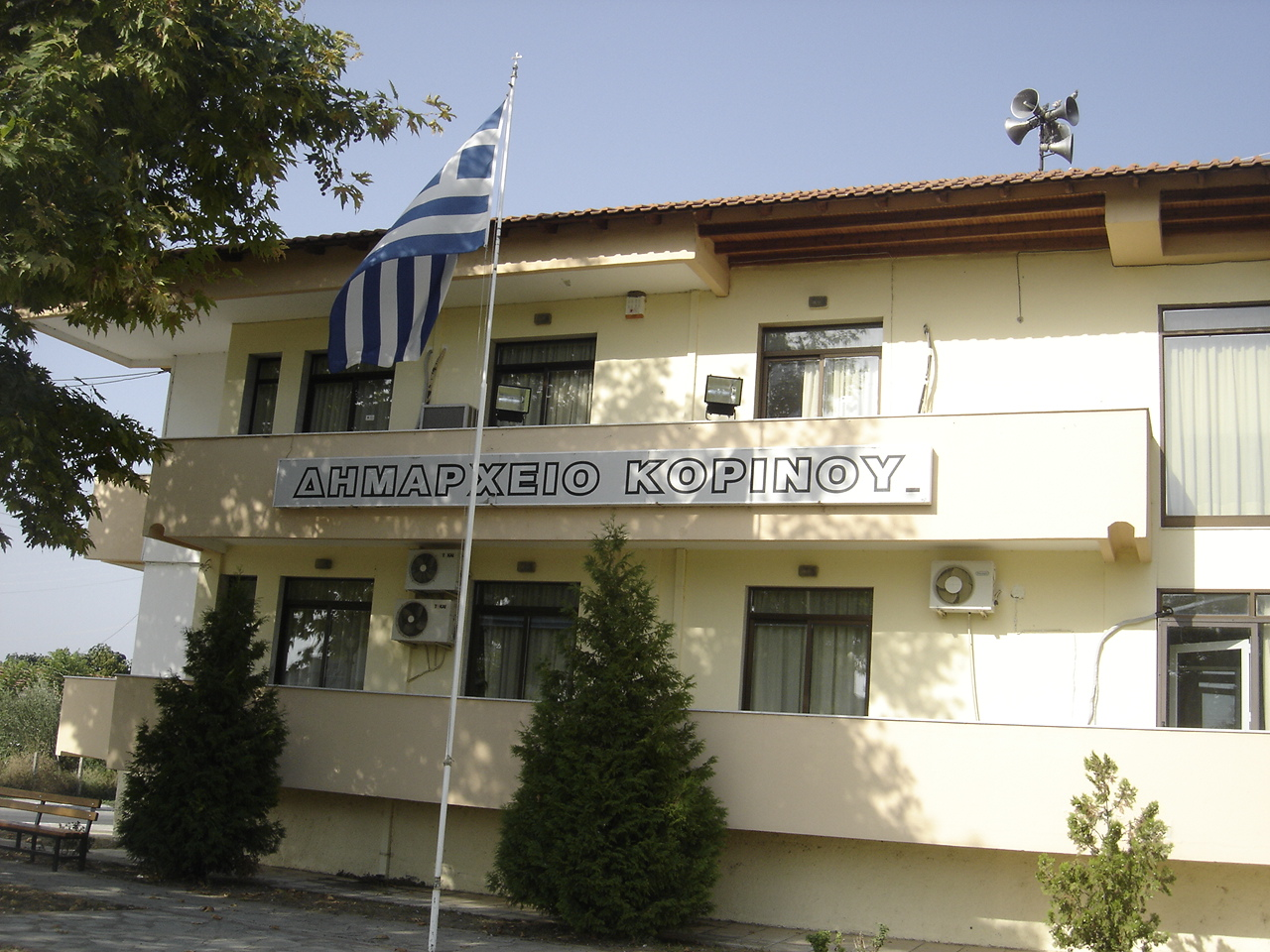
Gemeentehuis
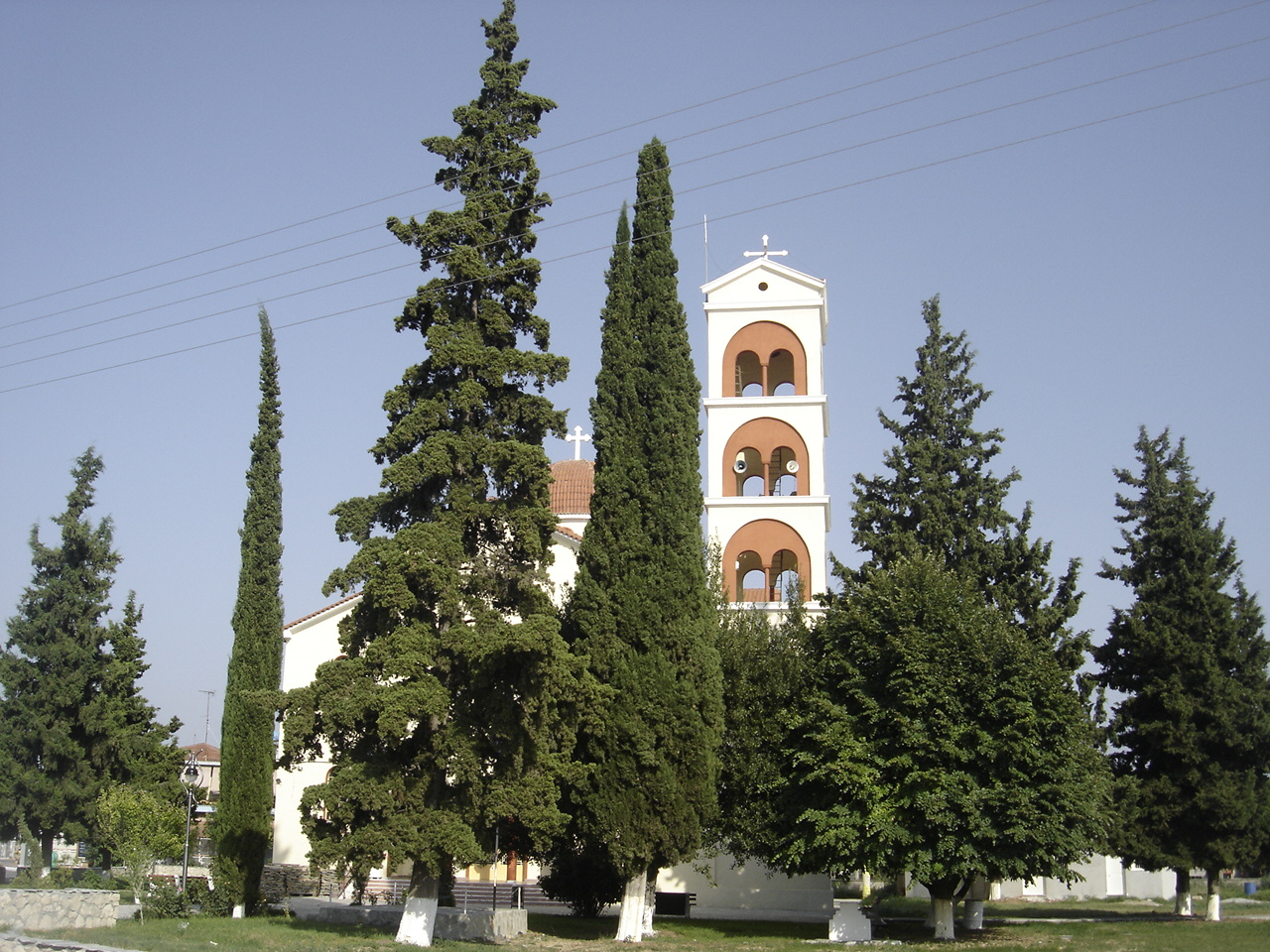
Apostolische kerk van Korinos

## Partnersteden
- Police, Polen